# Fächerkonzentration
Die Fächerkonzentration ist ein Prinzip der Unterrichtslehre, nach dem die Einseitigkeiten und die damit verbundenen Nachteile des isolierenden Fachunterrichts aufgehoben werden sollen. Fächerkonzentration zielt darauf ab, die Komplexität der Wirklichkeit auf sachkompetenter Fächerbasis wiederherzustellen und abzubilden.

## Fächerisolierung und Fächerkonzentration
Das Prinzip Fächerkonzentration bedeutet Verdichtung, Sammlung, Zusammenfassung, Gruppierung um einen Mittelpunkt. Die Einteilung von Lehr- und Lernstoff in überschaubare kleinere Einheiten wie Fächer oder Disziplinen ist eine künstliche Zerlegung der komplexen Wirklichkeit. Sie bedeutet eine bewusste Beschränkung auf Teilgebiete, die sich auf diese Weise besser erfassen und vermitteln lassen. Dies kann jedoch nur eine vorübergehende Einschränkung des Gesichtsfeldes zu Lehrzwecken sein. Sie darf zu keiner Atomisierung des Unterrichtens (Willmann) führen.
Damit der Bezug zur Realität des Lebens nicht verloren geht, müssen die künstlich geschaffenen Lehr- und Lerneinheiten wieder zusammengefügt werden. Es ist nicht darauf zu vertrauen, dass dies in den Köpfen der Lernenden von selbst geschieht. Die Wiederherstellung des Ganzen muss im Gegenteil ins Bewusstsein gerufen und praktisch vollzogen werden. Dabei bilden sich über das gesammelte Einzelwissen und -können hinaus neue Erkenntnisse und Strukturerlebnisse. Bildung beruht nämlich nicht nur auf einem addierten Fächerwissen und Fächerkönnen, sondern vollzieht sich unter einer verbindenden Idee, die ein bestimmtes Weltbild und eine Wertordnung vermittelt. Hierzu ist eine Fächerkonzentration notwendig.

## Historische Wurzeln
Der Gedanke der Fächerkonzentration findet sich in unserem Kulturkreis bereits in der griechischen Antike: In seinem Staatsentwurf der Politeia  propagiert Platon eine nach Alter und Eignung gestaffelte Ausbildung in bestimmten Fachgebieten. Die additiv und sukzessiv angelegte Fächerfolge und der anspruchsvolle Fächerkanon (Lesen und Schreiben, Dichtung, Musik, Gymnastik, Arithmetik, Geometrie, Astronomie, Harmonik, Kriegskunst, Dialektik) wird durchgängig unter dem Bildungsprinzip der Erziehung zum Schönen und Guten (der Kalokagathia) konzentriert. Dieser schrittweise Kompetenzerwerb erhielt sich noch bis ins europäische Mittelalter im Lehrkanon der septem artes liberales (= sieben freie Künste), die sich in das Trivium (Grammatik, Rhetorik, Dialektik) und das Quadrivium (Arithmetik, Geometrie, Musik, Astronomie) gliederten und deren Zusammenschau den gebildeten Menschen ausmachte.
Angesichts der rapide anwachsenden Stofffülle versuchten die frühen Didaktiker wie Johann Amos Comenius durch Verknüpfung verwandter Bereiche und symbiotisches (Franz Xaver Eggersdorfer), exemplarisches (Martin Wagenschein) oder kategoriales (Wolfgang Klafki) Lernen die Kulturgüter für die junge Generation wieder zugänglicher zu machen. Seit dem 19. Jahrhundert widmeten sich Wissenschaftler wie Wilhelm Rein oder Johann Friedrich Herbart und seine Schule der entstandenen confusa varietas lectionum (= verwirrenden Vielfalt der Fächer) (Rein). Seither haben sich die Konzentrationsbemühungen der Bildungstheoretiker in verschiedenen Formen manifestiert.

## Formen der Fächerkonzentration
Warwitz unterscheidet die folgenden vier Formen der Fächerkonzentration, die teils in Konkurrenz, teils in Ergänzung zum disziplinären (fachbezogenen) Unterrichtsprinzip stehen:
- Das prodisziplinäre (fächerersetzende) Unterrichtsprinzip
- Das prädisziplinäre (vorfachliche) Unterrichtsprinzip
- Das supradisziplinäre (überfachliche) Unterrichtsprinzip
- Das interdisziplinäre (fächerübergreifende) Unterrichtsprinzip

Das prodisziplinäre Unterrichtsprinzip fand seine deutlichste Ausprägung in der Form des Gesamtunterricht von Berthold Otto und Wilhelm Albert. Der lebenspraktisch orientierte Unterricht löst die übliche Fächerstruktur auf und wendet sich fächerunabhängig einer bestimmten Thematik oder Fragestellung zu, die grundsätzlich von der Schülerseite ausgeht. Er wird noch heute an einzelnen Schulen praktiziert, aber gerade wegen seiner fehlenden fachlichen Fundierung auch als dilettantisch kritisiert.
Das prädisziplinäre Unterrichtsprinzip findet sich heute vor allem in der Kindergarten- und in der Grundschulpädagogik. Einzelne Erzieherinnen oder Lehrer bestreiten die gesamte Betreuung oder Ausbildung der Kinder einer Gruppe oder Klasse, die noch fächerunabhängig, aber bereits fächerorientiert stattfindet. Sie leitet allmählich von dem zunächst noch ganzheitlich orientierten Kindesinteresse zur Spezialisierung der Fächergliederung.
Das supradisziplinäre Unterrichtsprinzip erfasst allgemeine Themenstellungen, die im gefächerten Unterricht nicht oder nur unzureichend behandelt werden können, die etwa zu einer politischen, sportlichen oder ethischen Meinungsbildung führen sollen. Es handelt sich beispielsweise um Fragen zum gesellschaftlichen Engagement, zum Massensport oder zur Organspende.
Das interdisziplinäre Unterrichtsprinzip hat in der Praxis die größte Bedeutung und Verbreitung erlangt. Es basiert auf einem optimalen Fachunterricht, dessen Erkenntnisse und Methoden es zur Aufarbeitung einer komplexen Problemstellung zusammenführt. Der fächerübergreifende oder fächerverbindende Unterricht ist als Ergänzung zum Fachunterricht in der Didaktik heute unumstritten und findet seine Repräsentation in den Schulen etwa in der Form des Projektunterricht. Die von Warwitz mit der Bezeichnung intradisziplinäres (fachimmanentes) Unterrichtsprinzip charakterisierte Lehrform mauert sich in der eigenen Struktur ein und verweigert jede Durchlässigkeit zu Nachbarfächern. Diese Zerrform des Fachunterrichts wird auch heute leider noch in verschiedenen Bereichen von Lehrenden praktiziert, indem sie sich jeder Kooperation mit Kollegen verweigern und  keinen Einblick in die eigene Arbeit gestatten.

## Realisierungen im Bildungswesen

### Hochschulen
Der historische Begriff Universität leitet sich ab von lat. universitas literarum (= Gesamtheit der Wissenschaften). Es war der Anspruch dieser Bildungseinrichtungen zu ihrer Entstehungszeit im frühen Mittelalter, den gesamten Wissensstand der Zeit in Forschung und Lehre in entsprechenden Fachrichtungen zu repräsentieren und auf einem Campus zu vereinigen. Spätestens nach Gottfried Wilhelm Leibniz, den man den letzten Universalgelehrten nennt, war dieser Anspruch nicht mehr haltbar. Die wissenschaftlichen Ausbildungsstätten mussten sich auf bestimmte Lehrangebote beschränken und konzentrieren. Darüber hinaus erforderte die weiter entwickelte komplizierte Lebenswirklichkeit sachlich/organisatorisch eine Durchlässigkeit und fachliche Vernetzung der verschiedenen Forschungs- und Lehreinrichtungen und personell eine Zusammenarbeit der kompetenten Experten, unabhängig von ihren jeweiligen geografischen Standorten. Dies wird etwa in der Raumforschung besonders deutlich. Insofern ist der Begriff Universität für eine einzelne Bildungsstätte eigentlich überlebt. Er ist sinnvoll nur noch für die Gesamtheit der Bildungseinrichtungen verwendbar. Die spätere Wortinterpretation universitas magistrorum et scholarium (= Gesamtheit der Lehrenden und Lernenden) trifft im Übrigen für sämtliche Hochschulen, also auch für die Fachhochschulen, sogar für die Schulen, zu.

### Schulen
Die staatlichen Schulen bieten traditionell ein in Fächer gegliedertes Ausbildungssystem mit entsprechend ausgewiesenen Fachlehrern an. In den 1970er Jahren wurde aber zunehmend deutlich, dass unser Schulsystem einer Ergänzung und eines Gegengewichts zu der Fächergliederung bedarf, zumal bestimmte Fähigkeiten und Fertigkeiten, die im späteren Leben gebraucht werden, im reinen Fächersystem verschwunden sind oder gar nicht vertreten werden können wie Ganzheitliches Denken und Arbeiten oder fachübergreifende problemorientierte Kooperationen. Diese Bildungslücken wurden durch Unterrichtsformen wie den Projektunterricht sowie durch Fächer verknüpfende Unterrichtseinheiten, Projekttage oder Projektwochen geschlossen.
Zur Konzentration auf ein bestimmtes Bildungsangebot trugen historisch auch bereits die Ausrichtungen auf vorrangig naturwissenschaftlich, musisch oder sprachlich orientierte Gymnasien bei. Auch die Real-, Förder- oder Sonderschulen konzentrieren sich mit ihrem Fächerangebot und ihren Methoden auf die Bedürfnisse und Fähigkeiten der ihnen anvertrauten Schüler.

## Einzelbelege
1. ↑  Siegbert Warwitz: Konzentrationsunterricht. In: Ders.:  Interdisziplinäre Sporterziehung. Didaktische Perspektiven und Modellbeispiele fachübergreifenden Unterrichts. Verlag Hofmann. Schorndorf 1974. S. 13
2. ↑  Karlheinz Hülser (Hrsg.): Platon. Politeia. (Übersetzung v. F. Schleiermacher). Frankfurt/M. 2006
3. ↑  Platon: Politeia VII. 403-537
4. ↑  Franz Xaver Eggersdorfer: Jugendbildung. Allgemeine Theorie des Schulunterrichts. 5. Auflage. München 1950
5. ↑  Siegbert Warwitz: Formen fächerintegrativer Konzentration. In: Ders.:  Interdisziplinäre Sporterziehung. Didaktische Perspektiven und Modellbeispiele fachübergreifenden Unterrichts. Verlag Hofmann. Schorndorf 1974. S. 12–26
6. ↑  Gesamtunterricht auf Enzyklo.de
7. ↑  Wilhelm Albert: Grundlegung des Gesamtunterrichts. Wien-Leipzig-Prag 1928
8. ↑  Fachdidaktiken im Dialog. Beiträge der Ringvorlesungen des Forums Fachdidaktik an der Philipps-Universität Marburg. Marburg 2010
9. ↑  Siegbert Warwitz, Anita Rudolf (Hrsg.): Projektunterricht in Schule und Hochschule. Medienreihe zum fächerübergreifenden Unterricht. Karlsruhe 1980 ff